# Nastocerus scutatus
Nastocerus scutatus là một loài bọ cánh cứng trong họ Cerambycidae.